# OHL 2011/12
Die OHL-Saison 2011/12 war die 32. Spielzeit der Ontario Hockey League. Die reguläre Saison begann am 21. September 2011 und endete am 18. März 2012. Die London Knights gewannen als punktbestes Team der Vorrunde die Hamilton Spectator Trophy. Die Play-offs begannen am 22. März 2012 und endeten mit dem zweiten J.-Ross-Robertson-Cup-Gewinn der London Knights am 11. Mai 2012, die sich im OHL-Finale gegen die Niagara IceDogs durchsetzten.

## Reguläre Saison

### Abschlussplatzierungen
Abkürzungen: GP = Spiele, W = Siege, L = Niederlagen, OTL = Niederlage nach Overtime, SOL = Niederlage nach Shootout, GF = Erzielte Tore, GA = Gegentore, Pts = Punkte

Erläuterungen:       = Play-off-Qualifikation,       = Division-Sieger,       = Conference-Sieger,       = Hamilton-Spectator-Trophy-Gewinner

#### Eastern Conference
| East Division       | GP | W  | L  | OTL | SOL | GF  | GA  | Pts |
| ------------------- | -- | -- | -- | --- | --- | --- | --- | --- |
| Ottawa 67’s         | 68 | 40 | 20 | 5   | 3   | 268 | 216 | 88  |
| Belleville Bulls    | 68 | 35 | 32 | 1   | 0   | 200 | 221 | 71  |
| Oshawa Generals     | 68 | 31 | 30 | 4   | 3   | 242 | 241 | 69  |
| Peterborough Petes  | 68 | 27 | 34 | 3   | 4   | 219 | 281 | 61  |
| Kingston Frontenacs | 68 | 19 | 41 | 3   | 5   | 188 | 290 | 46  |

| Central Division                 | GP | W  | L  | OTL | SOL | GF  | GA  | Pts |
| -------------------------------- | -- | -- | -- | --- | --- | --- | --- | --- |
| Niagara IceDogs                  | 68 | 47 | 18 | 0   | 3   | 291 | 169 | 97  |
| Barrie Colts                     | 68 | 40 | 23 | 3   | 2   | 248 | 210 | 85  |
| Brampton Battalion               | 68 | 36 | 22 | 3   | 7   | 202 | 188 | 82  |
| Sudbury Wolves                   | 68 | 36 | 26 | 4   | 2   | 242 | 240 | 78  |
| Mississauga St. Michael’s Majors | 68 | 33 | 28 | 1   | 6   | 201 | 219 | 73  |

#### Western Conference
| Midwest Division  | GP | W  | L  | OTL | SOL | GF  | GA  | Pts |
| ----------------- | -- | -- | -- | --- | --- | --- | --- | --- |
| London Knights    | 68 | 49 | 18 | 0   | 1   | 278 | 179 | 99  |
| Kitchener Rangers | 68 | 42 | 24 | 1   | 1   | 253 | 211 | 86  |
| Owen Sound Attack | 68 | 32 | 29 | 3   | 4   | 234 | 220 | 71  |
| Guelph Storm      | 68 | 31 | 31 | 2   | 4   | 234 | 238 | 68  |
| Erie Otters       | 68 | 10 | 52 | 3   | 3   | 169 | 338 | 26  |

| West Division               | GP | W  | L  | OTL | SOL | GF  | GA  | Pts |
| --------------------------- | -- | -- | -- | --- | --- | --- | --- | --- |
| Plymouth Whalers            | 68 | 47 | 18 | 2   | 1   | 279 | 205 | 97  |
| Sarnia Sting                | 68 | 34 | 27 | 2   | 5   | 243 | 235 | 75  |
| Saginaw Spirit              | 68 | 33 | 27 | 1   | 7   | 259 | 259 | 74  |
| Windsor Spitfires           | 68 | 29 | 32 | 5   | 2   | 213 | 258 | 65  |
| Sault Ste. Marie Greyhounds | 68 | 29 | 33 | 2   | 4   | 227 | 272 | 64  |

### Beste Scorer
Abkürzungen: GP = Spiele, G = Tore, A = Assists, Pts = Punkte, PIM = Strafminuten; Fett: Saisonbestwert
| Spieler           | Team                        | GP | G  | A  | Pts | PIM |
| ----------------- | --------------------------- | -- | -- | -- | --- | --- |
| Michael Sgarbossa | Sudbury Wolves              | 66 | 47 | 55 | 102 | 68  |
| Tyler Toffoli     | Ottawa 67’s                 | 65 | 52 | 48 | 100 | 22  |
| Tanner Pearson    | Barrie Colts                | 60 | 37 | 54 | 91  | 37  |
| Shane Prince      | Ottawa 67’s                 | 57 | 43 | 47 | 90  | 12  |
| Andrew Agozzino   | Niagara IceDogs             | 67 | 40 | 48 | 88  | 67  |
| Nick Cousins      | Sault Ste. Marie Greyhounds | 65 | 35 | 53 | 88  | 88  |
| Charles Sarault   | Sarnia Sting                | 68 | 20 | 67 | 87  | 32  |
| Freddie Hamilton  | Niagara IceDogs             | 61 | 35 | 51 | 86  | 31  |
| Seth Griffith     | London Knights              | 68 | 45 | 40 | 85  | 49  |
| Mike Halmo        | Owen Sound Attack           | 66 | 40 | 45 | 85  | 162 |
| Vincent Trocheck  | Saginaw Spirit              | 65 | 29 | 56 | 85  | 65  |

### Beste Torhüter
Abkürzungen: GP = Spiele, TOI = Eiszeit (in Minuten), W = Siege, L = Niederlagen, OTL = Overtime/Shootout-Niederlagen, GA = Gegentore, SO = Shutouts, Sv% = gehaltene Schüsse (in %), GAA = Gegentorschnitt
| Spieler          | Team              | GP | TOI  | W  | L  | OTL | GA  | SO | Sv%  | GAA  |
| ---------------- | ----------------- | -- | ---- | -- | -- | --- | --- | -- | ---- | ---- |
| John Gibson      | Kitchener Rangers | 32 | 1897 | 21 | 10 | 0   | 87  | 1  | 92,8 | 2,75 |
| Franky Palazzese | Kitchener Rangers | 36 | 2070 | 20 | 13 | 2   | 101 | 0  | 92,7 | 2,93 |
| Mark Visentin    | Niagara IceDogs   | 42 | 2407 | 30 | 9  | 2   | 80  | 10 | 92,6 | 1,99 |
| Michael Houser   | London Knights    | 62 | 3698 | 46 | 15 | 1   | 152 | 6  | 92,5 | 2,47 |
| Matt Mahalak     | Plymouth Whalers  | 30 | 1625 | 19 | 8  | 0   | 72  | 3  | 92,3 | 2,66 |
| Malcolm Subban   | Belleville Bulls  | 39 | 2258 | 25 | 14 | 0   | 94  | 3  | 92,3 | 2,50 |

## Play-offs

### Play-off-Baum
|  | Conference-Viertelfinale | Conference-Viertelfinale         | Conference-Viertelfinale |                    |                  | Conference-Halbfinale | Conference-Halbfinale | Conference-Halbfinale |  |  | Conference-Finale | Conference-Finale | Conference-Finale |  |  | OHL-Meisterschaft | OHL-Meisterschaft | OHL-Meisterschaft |
|  |                          |                                  |                          |                    |                  |                       |                       |                       |  |  |                   |                   |                   |  |  |                   |                   |                   |
|  | W1                       | London Knights                   | 4                        |                    |                  |                       |                       |                       |  |  |                   |                   |                   |  |  |                   |                   |                   |
|  | W8                       | Windsor Spitfires                | 0                        |                    |                  |                       |                       |                       |  |  |                   |                   |                   |  |  |                   |                   |                   |
|  | W8                       | Windsor Spitfires                | 0                        | W1                 | London Knights   | 4                     |                       |                       |  |  |                   |                   |                   |  |  |                   |                   |                   |
|  |                          |                                  |                          | W1                 | London Knights   | 4                     |                       |                       |  |  |                   |                   |                   |  |  |                   |                   |                   |
|  |                          |                                  | W5                       | Saginaw Spirit     | 2                |                       |                       |                       |  |  |                   |                   |                   |  |  |                   |                   |                   |
|  | W4                       | Sarnia Sting                     | W5                       | Saginaw Spirit     | 2                | 2                     |                       |                       |  |  |                   |                   |                   |  |  |                   |                   |                   |
|  | W4                       | Sarnia Sting                     |                          |                    |                  | 2                     |                       |                       |  |  |                   |                   |                   |  |  |                   |                   |                   |
|  | W5                       | Saginaw Spirit                   | 4                        |                    |                  |                       |                       |                       |  |  |                   |                   |                   |  |  |                   |                   |                   |
|  | W5                       | Saginaw Spirit                   | 4                        | W1                 | London Knights   | 4                     |                       |                       |  |  |                   |                   |                   |  |  |                   |                   |                   |
|  |                          |                                  |                          | W1                 | London Knights   | 4                     | Western Conference    |                       |  |  |                   |                   |                   |  |  |                   |                   |                   |
|  |                          | W3                               | Kitchener Rangers        | 0                  |                  |                       |                       |                       |  |  |                   |                   |                   |  |  |                   |                   |                   |
|  | W2                       | W3                               | Kitchener Rangers        | 0                  | Plymouth Whalers | 4                     |                       |                       |  |  |                   |                   |                   |  |  |                   |                   |                   |
|  | W2                       |                                  |                          |                    | Plymouth Whalers | 4                     |                       |                       |  |  |                   |                   |                   |  |  |                   |                   |                   |
|  | W7                       | Guelph Storm                     | 2                        |                    |                  |                       |                       |                       |  |  |                   |                   |                   |  |  |                   |                   |                   |
|  | W7                       | Guelph Storm                     | 2                        | W2                 | Plymouth Whalers | 3                     |                       |                       |  |  |                   |                   |                   |  |  |                   |                   |                   |
|  |                          |                                  |                          | W2                 | Plymouth Whalers | 3                     |                       |                       |  |  |                   |                   |                   |  |  |                   |                   |                   |
|  |                          |                                  | W3                       | Kitchener Rangers  | 4                |                       |                       |                       |  |  |                   |                   |                   |  |  |                   |                   |                   |
|  | W3                       | Kitchener Rangers                | W3                       | Kitchener Rangers  | 4                | 4                     |                       |                       |  |  |                   |                   |                   |  |  |                   |                   |                   |
|  | W3                       | Kitchener Rangers                |                          |                    |                  |                       |                       |                       |  |  |                   |                   |                   |  |  |                   |                   |                   |
|  | W6                       | Owen Sound Attack                | 1                        |                    |                  |                       |                       |                       |  |  |                   |                   |                   |  |  |                   |                   |                   |
|  | W6                       | Owen Sound Attack                | 1                        | W1                 | London Knights   | 4                     |                       |                       |  |  |                   |                   |                   |  |  |                   |                   |                   |
|  |                          |                                  |                          |                    |                  |                       |                       |                       |  |  |                   |                   |                   |  |  |                   |                   |                   |
|  |                          | E1                               | Niagara IceDogs          | 1                  |                  |                       |                       |                       |  |  |                   |                   |                   |  |  |                   |                   |                   |
|  | E1                       | E1                               | Niagara IceDogs          | 1                  | Niagara IceDogs  | 4                     |                       |                       |  |  |                   |                   |                   |  |  |                   |                   |                   |
|  | E1                       |                                  |                          |                    | Niagara IceDogs  | 4                     |                       |                       |  |  |                   |                   |                   |  |  |                   |                   |                   |
|  | E8                       | Oshawa Generals                  | 2                        |                    |                  |                       |                       |                       |  |  |                   |                   |                   |  |  |                   |                   |                   |
|  | E8                       | Oshawa Generals                  | 2                        | E1                 | Niagara IceDogs  | 4                     |                       |                       |  |  |                   |                   |                   |  |  |                   |                   |                   |
|  |                          |                                  |                          | E1                 | Niagara IceDogs  | 4                     |                       |                       |  |  |                   |                   |                   |  |  |                   |                   |                   |
|  |                          |                                  | E4                       | Brampton Battalion | 0                |                       |                       |                       |  |  |                   |                   |                   |  |  |                   |                   |                   |
|  | E4                       | Brampton Battalion               | E4                       | Brampton Battalion | 0                | 4                     |                       |                       |  |  |                   |                   |                   |  |  |                   |                   |                   |
|  | E4                       | Brampton Battalion               |                          |                    |                  | 4                     |                       |                       |  |  |                   |                   |                   |  |  |                   |                   |                   |
|  | E5                       | Sudbury Wolves                   | 0                        |                    |                  |                       |                       |                       |  |  |                   |                   |                   |  |  |                   |                   |                   |
|  | E5                       | Sudbury Wolves                   | 0                        | E1                 | Niagara IceDogs  | 4                     |                       |                       |  |  |                   |                   |                   |  |  |                   |                   |                   |
|  |                          |                                  |                          | E1                 | Niagara IceDogs  | 4                     | Eastern Conference    |                       |  |  |                   |                   |                   |  |  |                   |                   |                   |
|  |                          | E2                               | Ottawa 67’s              | 1                  |                  |                       |                       |                       |  |  |                   |                   |                   |  |  |                   |                   |                   |
|  | E2                       | E2                               | Ottawa 67’s              | 1                  | Ottawa 67’s      | 4                     |                       |                       |  |  |                   |                   |                   |  |  |                   |                   |                   |
|  | E2                       |                                  |                          |                    |                  |                       |                       |                       |  |  |                   |                   |                   |  |  |                   |                   |                   |
|  | E7                       | Belleville Bulls                 | 2                        |                    |                  |                       |                       |                       |  |  |                   |                   |                   |  |  |                   |                   |                   |
|  | E7                       | Belleville Bulls                 | 2                        | E2                 | Ottawa 67’s      | 4                     |                       |                       |  |  |                   |                   |                   |  |  |                   |                   |                   |
|  |                          |                                  |                          | E2                 | Ottawa 67’s      | 4                     |                       |                       |  |  |                   |                   |                   |  |  |                   |                   |                   |
|  |                          |                                  | E3                       | Barrie Colts       | 3                |                       |                       |                       |  |  |                   |                   |                   |  |  |                   |                   |                   |
|  | E3                       | Barrie Colts                     | E3                       | Barrie Colts       | 3                | 4                     |                       |                       |  |  |                   |                   |                   |  |  |                   |                   |                   |
|  | E3                       | Barrie Colts                     |                          |                    |                  |                       |                       |                       |  |  |                   |                   |                   |  |  |                   |                   |                   |
|  | E6                       | Mississauga St. Michael’s Majors | 2                        |                    |                  |                       |                       |                       |  |  |                   |                   |                   |  |  |                   |                   |                   |

### Conference-Viertelfinale

#### Eastern Conference

##### (1) Niagara IceDogs – (8) Oshawa Generals
| 22. März 2012 19:00 Uhr (Ortszeit) | Niagara IceDogs Alex Friesen (1:43) Ryan Strome (2:44) Brett Ritchie (10:43) Andrew Agozzino (14:35) Trevor Petersen (15:49) Tom Kühnhackl (27:31) Alex Friesen (27:49) Alex Friesen (41:30) | 8:2 (5:0, 2:2, 1:0) Spielbericht Stand: 1:0 | Oshawa Generals Emerson Clark (33:17) Christian Thomas (35:35) | Gatorade Garden City Complex, St. Catharines, Ontario Zuschauer: 3.145 |

| 23. März 2012 19:35 Uhr | Oshawa Generals Cole Cassels (56:39) | 1:6 (0:1, 0:3, 1:2) Spielbericht Stand: 0:2 | Niagara IceDogs Dougie Hamilton (8:01) Freddie Hamilton (22:19) Andrew Agozzino (34:11) Jesse Graham (38:52) Steven Shipley (43:29) Steven Shipley (54:42) | Generals Motors Centre, Oshawa, Ontario Zuschauer: 3.042 |

| 25. März 2012 18:00 Uhr | Niagara IceDogs Dougie Hamilton (5:33) Steven Shipley (45:34) Ryan Strome (51:37) Ryan Strome (52:42) | 4:6 (1:1, 0:2, 3:3) Spielbericht Stand: 2:1 | Oshawa Generals Scott Laughton (11:32) Boone Jenner (25:04) Boone Jenner (31:42) Scott Laughton (56:21) Lucas Lessio (56:29) Boone Jenner (59:28) | Gatorade Garden City Complex, St. Catharines, Ontario Zuschauer: 3.145 |

| 28. März 2012 19:05 Uhr | Oshawa Generals Lucas Lessio (0:44) Christian Thomas (10:38) Lucas Lessio (43:15) Boone Jenner (47:00) Andy Andreoff (57:45) | 5:3 (2:0, 0:2, 3:1) Spielbericht Stand: 2:2 | Niagara IceDogs Andrew Agozzino (28:28) Steven Shipley (34:26) Steven Shipley (55:52) | Generals Motors Centre, Oshawa, Ontario Zuschauer: 2.929 |

| 31. März 2012 19:00 Uhr | Niagara IceDogs David Pacan (3:22) Myles Doan (27:23) Carter Verhaeghe (41:30) Ryan Strome (42:30) Ryan Strome (50:50) | 5:3 (1:1, 1:1, 3:1) Spielbericht Stand: 3:2 | Oshawa Generals Matt Petgrave (5:04) Julian Melchiori (36:15) Nicklas Jensen (55:05) | Gatorade Garden City Complex, St. Catharines, Ontario Zuschauer: 3.145 |

| 1. April 2012 18:05 Uhr | Oshawa Generals Julian Melchiori (16:18) | 1:4 (1:1, 0:0, 0:3) Spielbericht Stand: 2:4 | Niagara IceDogs Alex Friesen (8:53) David Pacan (41:36) David Pacan (56:01) Brock Beukeboom (58:40) | Generals Motors Centre, Oshawa, Ontario Zuschauer: 4.303 |

##### (2) Ottawa 67’s – (7) Belleville Bulls
| 22. März 2012 19:00 Uhr (Ortszeit) | Ottawa 67’s Tyler Toffoli (16:44) Steven Janes (29:11) Tyler Toffoli (62:02) | 3:2 n. V. (1:1, 1:1, 0:0, 1:0) Spielbericht Stand: 1:0 | Belleville Bulls Luke Judson (19:13) Adam Payerl (36:08) | Ottawa Civic Centre, Ottawa, Ontario Zuschauer: 4.284 |

| 23. März 2012 19:30 Uhr | Ottawa 67’s Brett Gustavsen (2:21) Sean Monahan (9:53) Sean Monahan (44:59) Shane Prince (59:23) | 4:2 (2:1, 0:0, 2:1) Spielbericht Stand: 2:0 | Belleville Bulls Michael Curtis (5:18) Joseph Cramarossa (50:31) | Ottawa Civic Centre, Ottawa, Ontario Zuschauer: 8.598 |

| 25. März 2012 14:00 Uhr | Belleville Bulls Daniil Scharkow (21:00) Michael Curtis (44:43) Jake Worrad (45:41) Jordan Mayer (60:14) | 4:3 n. V. (0:0, 1:3, 2:0, 1:0) Spielbericht Stand: 1:2 | Ottawa 67’s Tyler Graovac (25:06) Brett Gustavsen (25:50) Sean Monahan (29:53) | Yardmen Arena, Belleville, Ontario Zuschauer: 2.509 |

| 27. März 2012 19:05 Uhr | Belleville Bulls Michael Curtis (0:52) Brendan Gaunce (3:23) Austen Brassard (48:30) Brady Austin (67:46) | 4:3 n. V. (2:0, 0:0, 1:3, 1:0) Spielbericht Stand: 2:2 | Ottawa 67’s Tyler Toffoli (51:07) Ryan Van Stralen (56:14) Jake Cardwell (58:22) | Yardmen Arena, Belleville, Ontario Zuschauer: 2.363 |

| 30. März 2012 19:30 Uhr | Ottawa 67’s Shane Prince (12:44) Shane Prince (33:20) Sean Monahan (52:26) Tyler Toffoli (55:13) Shane Prince (59:02) | 5:2 (1:1, 1:0, 3:1) Spielbericht Stand: 3:2 | Belleville Bulls Joseph Cramarossa (5:18) Stephen Silas (49:27) | Ottawa Civic Centre, Ottawa, Ontario Zuschauer: 6.838 |

| 2. April 2012 19:05 Uhr | Belleville Bulls Garrett Hooey (23:22) | 1:2 (0:0, 1:1, 0:1) Spielbericht Stand: 2:4 | Ottawa 67’s Tyler Toffoli (38:08) Tyler Toffoli (45:51) | Yardmen Arena, Belleville, Ontario Zuschauer: 2.857 |

##### (3) Barrie Colts – (6) Mississauga St. Michael’s Majors
| 22. März 2012 19:30 Uhr (Ortszeit) | Barrie Colts Iwan Telegin (13:04) Iwan Telegin (34:27) Erik Bradford (59:11) | 3:1 (1:1, 1:0, 1:0) Spielbericht Stand: 1:0 | Mississauga St. Michael’s Majors Kristoff Kontos (1:39) | Barrie Molson Centre, Barrie, Ontario Zuschauer: 2.985 |

| 23. März 2012 19:30 Uhr | Mississauga St. Michael’s Majors Spenser Cobbold (9:00) Stuart Percy (21:03) Kristoff Kontos (23:03) Riley Brace (23:46) | 4:0 (1:0, 3:0, 0:0) Spielbericht Stand: 1:1 | Barrie Colts | Hershey Centre, Mississauga, Ontario Zuschauer: 1.476 |

| 26. März 2012 19:30 Uhr | Barrie Colts Iwan Telegin (26:33) Ryan O’Connor (30:16) Anthony Camara (54:21) Mark Scheifele (57:00) | 4:0 (0:0, 2:0, 2:0) Spielbericht Stand: 2:1 | Mississauga St. Michael’s Majors | Barrie Molson Centre, Barrie, Ontario Zuschauer: 3.460 |

| 27. März 2012 19:30 Uhr | Mississauga St. Michael’s Majors Mika Partanen (14:29) Riley Brace (25:43) Trevor Carrick (53:37) | 3:2 (1:2, 1:0, 1:0) Spielbericht Stand: 2:2 | Barrie Colts Iwan Telegin (12:51) Erik Bradford (14:43) | Hershey Centre, Mississauga, Ontario Zuschauer: 1.787 |

| 31. März 2012 19:30 Uhr | Barrie Colts Steven Beyers (15:20) Norm Ezekiel (47:48) | 2:1 (1:1, 0:0, 1:0) Spielbericht Stand: 3:2 | Mississauga St. Michael’s Majors Dylan DeMelo (10:57) | Barrie Molson Centre, Barrie, Ontario Zuschauer: 4.031 |

| 2. April 2012 19:00 Uhr | Mississauga St. Michael’s Majors Jamie Wise (25:55) Mika Partanen (37:01) | 2:3 n. V. (0:0, 2:2, 0:0, 0:1) Spielbericht Stand: 2:4 | Barrie Colts Aaron Ekblad (27:39) Colin Behenna (39:00) Anthony Camara (79:32) | Hershey Centre, Mississauga, Ontario Zuschauer: 3.516 |

##### (4) Brampton Battalion – (5) Sudbury Wolves
| 23. März 2012 19:30 Uhr (Ortszeit) | Brampton Battalion Matt MacLeod (1:39) Matt MacLeod (6:33) Marcus McIvor (31:23) Matt MacLeod (53:18) | 4:0 (2:0, 1:0, 1:0) Spielbericht Stand: 1:0 | Sudbury Wolves | Powerade Centre, Brampton, Ontario Zuschauer: 1.546 |

| 25. März 2012 14:00 Uhr | Brampton Battalion Philip Lane (20:58) Sam Carrick (28:19) Philip Lane (53:59) Philip Lane (59:25) | 4:2 (0:1, 2:0, 2:1) Spielbericht Stand: 2:0 | Sudbury Wolves Joshua Leivo (19:17) Nathan Pancel (48:45) | Powerade Centre, Brampton, Ontario Zuschauer: 1.810 |

| 27. März 2012 19:30 Uhr | Sudbury Wolves Michael Sgarbossa (45:41) | 1:6 (0:2, 0:4, 1:0) Spielbericht Stand: 0:3 | Brampton Battalion Sam Carrick (6:17) Ian Watters (19:43) Dylan Blujus (22:54) Jamie Lewis (23:52) Barclay Goodrow (30:36) Sam Carrick (38:56) | Sudbury Community Arena, Sudbury, Ontario Zuschauer: 3.784 |

| 28. März 2012 19:30 Uhr | Sudbury Wolves Joshua Leivo (3:14) Michael Sgarbossa (35:25) Derek Schoenmakers (58:10) | 3:4 n. V. (1:0, 1:2, 1:1, 0:0, 0:1) Spielbericht Stand: 0:4 | Brampton Battalion Ian Watters (28:29) Jamie Lewis (33:11) Derek Froats (51:13) Cameron Wind (94:47) | Sudbury Community Arena, Sudbury, Ontario Zuschauer: 3.511 |

#### Western Conference

##### (1) London Knights – (8) Windsor Spitfires
| 23. März 2012 19:30 Uhr (Ortszeit) | London Knights Wladislaw Namestnikow (7:13) Bo Horvat (12:21) Jared Knight (42:53) | 3:0 (2:0, 0:0, 1:0) Spielbericht Stand: 1:0 | Windsor Spitfires | John Labatt Centre, London, Ontario Zuschauer: 8.875 |

| 25. März 2012 14:05 Uhr | Windsor Spitfires Nick Czinder (11:53) Nick Czinder (15:15) | 2:3 (2:0, 0:2, 0:1) Spielbericht Stand: 0:2 | London Knights Seth Griffith (38:49) Seth Griffith (39:38) Austin Watson (49:57) | WFCU Centre, Windsor, Ontario Zuschauer: 4.460 |

| 26. März 2012 19:00 Uhr | London Knights Seth Griffith (8:57) Chris Tierney (30:56) Seth Griffith (38:25) | 3:2 (1:0, 2:1, 0:1) Spielbericht Stand: 3:0 | Windsor Spitfires Kerby Rychel (27:23) Jordan Maletta (41:23) | John Labatt Centre, London, Ontario Zuschauer: 8.164 |

| 29. März 2012 19:05 Uhr | Windsor Spitfires Kerby Rychel (16:22) Chris Marchese (53:05) Michael Clarke (59:26) | 3:8 (1:2, 0:3, 2:3) Spielbericht Stand: 0:4 | London Knights Ryan Rupert (4:09) Brett Welychka (7:56) Greg McKegg (21:10) Ryan Rupert (23:18) Chris Tierney (27:12) Ryan Rupert (54:49) Chris Tierney (57:18) Andreas Athanasiou (58:11) | WFCU Centre, Windsor, Ontario Zuschauer: 5.549 |

##### (2) Plymouth Whalers – (7) Guelph Storm
| 23. März 2012 19:05 Uhr (Ortszeit) | Plymouth Whalers Alex Aleardi (36:22) J. T. Miller (43:18) | 2:4 (0:1, 1:2, 1:1) Spielbericht Stand: 0:1 | Guelph Storm Jason Dickinson (16:55) Brock McGinn (21:04) Andrey Pedan (24:07) Francis Menard (59:38) | Compuware Arena, Plymouth, Michigan Zuschauer: 2.265 |

| 25. März 2012 19:05 Uhr | Guelph Storm Scott Kosmachuk (5:18) Cody McNaughton (17:58) Jason Dickinson (18:23) Francis Menard (50:13) Tanner Richard (59:55) | 5:3 (3:0, 0:2, 2:1) Spielbericht Stand: 2:0 | Plymouth Whalers Stefan Noesen (24:59) Rickard Rakell (25:27) Stefan Noesen (45:03) | Sleeman Centre, Guelph, Ontario Zuschauer: 3.299 |

| 27. März 2012 19:05 Uhr | Plymouth Whalers Stefan Noesen (4:19) Stefan Noesen (6:08) Alex Aleardi (8:53) Tom Wilson (23:24) Michael Whaley (36:20) Andy Bathgate (39:29) Andy Bathgate (51:41) | 7:1 (3:1, 3:0, 1:0) Spielbericht Stand: 1:2 | Guelph Storm Scott Kosmachuk (13:54) | Compuware Arena, Plymouth, Michigan Zuschauer: 2.006 |

| 29. März 2012 19:05 Uhr | Guelph Storm Zack Mitchell (18:32) Cody McNaughton (23:04) | 2:5 (1:1, 1:1, 0:3) Spielbericht Stand: 2:2 | Plymouth Whalers Tom Wilson (9:55) Dario Trutmann (21:06) Mitchell Heard (46:00) Alex Aleardi (53:55) Alex Aleardi (57:00) | Sleeman Centre, Guelph, Ontario Zuschauer: 3.423 |

| 31. März 2012 19:05 Uhr | Plymouth Whalers Stefan Noesen (2:11) Rickard Rakell (10:09) Stefan Noesen (13:52) Mitchell Heard (14:56) Stefan Noesen (17:29) Mitchell Heard (17:59) Jamie Devane (34:52) Andy Bathgate (37:45) Jamie Devane (51:58) | 9:3 (6:2, 2:1, 1:0) Spielbericht Stand: 3:2 | Guelph Storm Francis Menard (7:12) Kyle Pereira (12:09) Zack Mitchell (31:48) | Compuware Arena, Plymouth, Michigan Zuschauer: 3.207 |

| 01. April 2012 19:05 Uhr | Guelph Storm Jason Dickinson (44:03) | 1:2 n. V. (0:0, 0:1, 1:0, 0:1) Spielbericht Stand: 2:4 | Plymouth Whalers Tom Wilson (30:06) J. T. Miller (65:58) | Sleeman Centre, Guelph, Ontario Zuschauer: 2.624 |

##### (3) Kitchener Rangers – (6) Owen Sound Attack
| 23. März 2012 19:30 Uhr (Ortszeit) | Kitchener Rangers Tyler Randell (11:09) Ben Thomson (24:27) Tobias Rieder (27:37) Tobias Rieder (49:33) Andrew Crescenzi (50:27) Tyler Randell (52:06) | 6:2 (1:2, 2:0, 3:0) Spielbericht Stand: 1:0 | Owen Sound Attack Cameron Brace (4:41) Gemel Smith (13:29) | Kitchener Memorial Auditorium Complex, Kitchener, Ontario Zuschauer: 5.206 |

| 24. März 2012 19:30 Uhr | Owen Sound Attack Kyle Hope (8:33) Cameron Brace (41:32) | 2:3 (1:1, 0:0, 1:2) Spielbericht Stand: 0:2 | Kitchener Rangers Max Iafrate (8:56) Radek Faksa (41:26) Tobias Rieder (57:48) | Harry Lumley Bayshore Community Centre, Owen Sound, Ontario Zuschauer: 2.761 |

| 26. März 2012 19:00 Uhr | Kitchener Rangers Michael Catenacci (18:10) Cody Sol (21:06) Michael Catenacci (29:06) Zach Lorentz (45:45) | 4:1 (1:0, 2:1, 1:0) Spielbericht Stand: 3:0 | Owen Sound Attack Chris Bigras (35:17) | Kitchener Memorial Auditorium Complex, Kitchener, Ontario Zuschauer: 5.096 |

| 28. März 2012 19:00 Uhr | Owen Sound Attack Kyle Hope (8:58) Zach Nastasiuk (17:40) Daniel Zweep (28:47) Chris Bigras (31:03) Daniel Catenacci (41:52) Kyle Hope (65:49) | 6:5 n. V. (2:1, 2:2, 1:2, 1:0) Spielbericht Stand: 1:3 | Kitchener Rangers Tobias Rieder (5:46) Zach Lorentz (21:52) Andrew Crescenzi (34:47) Tobias Rieder (46:52) Cody Sol (59:01) | Harry Lumley Bayshore Community Centre, Owen Sound, Ontario Zuschauer: 2.551 |

| 30. März 2012 19:30 Uhr | Kitchener Rangers Andrew Crescenzi (1:15) Andrew Crescenzi (16:29) Tobias Rieder (27:31) Tobias Rieder (31:51) | 4:2 (2:1, 2:1, 0:0) Spielbericht Stand: 4:1 | Owen Sound Attack Cameron Brace (5:22) Cameron Brace (30:24) | Kitchener Memorial Auditorium Complex, Kitchener, Ontario Zuschauer: 5.679 |

##### (4) Sarnia Sting – (5) Saginaw Spirit
| 23. März 2012 19:00 Uhr (Ortszeit) | Sarnia Sting Alex Galchenyuk (19:19) | 1:5 (1:0, 0:4, 0:1) Spielbericht Stand: 0:1 | Saginaw Spirit Brandon Saad (25:32) Carlos Amestoy (26:49) Brandon Saad (31:12) Brandon Archibald (39:44) Garret Ross (41:53) | RBC Centre, Sarnia, Ontario Zuschauer: 3.214 |

| 24. März 2012 19:11 Uhr | Saginaw Spirit Carlos Amestoy (6:57) Garret Ross (25:33) Josh Shalla (45:10) | 3:4 n. V. (1:0, 1:1, 1:2, 0:1) Spielbericht Stand: 1:1 | Sarnia Sting Nail Jakupow (28:17) Ryan Spooner (41:35) Anthony DeAngelo (45:31) Tyler J. Brown (63:52) | The Dow Event Center, Saginaw, Michigan Zuschauer: 4.277 |

| 26. März 2012 19:00 Uhr | Sarnia Sting Alex Galchenyuk (1:04) Ludvig Rensfeldt (15:39) Connor Murphy (23:56) Craig Hottot (33:44) Reid Boucher (49:09) Ludvig Rensfeldt (75:51) | 6:5 n. V. (2:1, 2:3, 1:1, 1:0) Spielbericht Stand: 2:1 | Saginaw Spirit Garret Ross (16:01) Brandon Saad (26:35) Steven Strong (28:39) Vincent Trocheck (31:44) Eric Locke (40:06) | RBC Centre, Sarnia, Ontario Zuschauer: 2.939 |

| 28. März 2012 19:11 Uhr | Saginaw Spirit Garret Ross (3:16) Josh Shalla (12:09) Brandon Saad (52:12) Josh Shalla (61:48) | 4:3 n. V. (2:1, 0:1, 1:1, 1:0) Spielbericht Stand: 2:2 | Sarnia Sting Brett Thompson (17:26) Nail Jakupow (37:23) Nathan Chiarlitti (51:07) | The Dow Event Center, Saginaw, Michigan Zuschauer: 3.321 |

| 30. März 2012 19:00 Uhr | Sarnia Sting Brett Thompson (35:20) Brett Thompson (44:08) | 2:5 (0:3, 1:1, 1:1) Spielbericht Stand: 2:3 | Saginaw Spirit Dalton Young (0:50) Michael Fine (2:49) Brandon Saad (15:35) Dalton Young (21:13) Brandon Saad (58:54) | RBC Centre, Sarnia, Ontario Zuschauer: 4.164 |

| 31. März 2012 19:11 Uhr | Saginaw Spirit Justin Kea (11:18) Vincent Trocheck (34:01) Michael Fine (46:13) | 3:1 (1:0, 1:0, 1:1) Spielbericht Stand: 4:2 | Sarnia Sting Reid Boucher (43:11) | The Dow Event Center, Saginaw, Michigan Zuschauer: 3.515 |

### Conference-Halbfinale

#### Eastern Conference

##### (1) Niagara IceDogs – (4) Brampton Battalion
| 6. April 2012 19:00 Uhr (Ortszeit) | Niagara IceDogs Ryan Strome (16:09) David Pacan (73:21) | 2:1 n. V. (1:0, 0:1, 0:0, 1:0) Spielbericht Stand: 1:0 | Brampton Battalion Marcus McIvor (37:26) | Gatorade Garden City Complex, St. Catharines, Ontario Zuschauer: 3.145 |

| 8. April 2012 14:00 Uhr | Brampton Battalion Sam Carrick (50:13) | 1:3 (0:1, 0:0, 1:2) Spielbericht Stand: 0:2 | Niagara IceDogs Alex Friesen (16:44) Myles Doan (42:42) David Pacan (58:53) | Powerade Centre, Brampton, Ontario Zuschauer: 2.220 |

| 10. April 2012 19:00 Uhr | Niagara IceDogs Tom Kühnhackl (15:34) Alex Friesen (21:24) Freddie Hamilton (27:18) Tom Kühnhackl (33:40) Freddie Hamilton (48:47) Freddie Hamilton (55:16) | 6:3 (1:2, 3:1, 2:0) Spielbericht Stand: 3:0 | Brampton Battalion Matt MacLeod (7:33) Philip Lane (11:55) Zach Bell (30:46) | Gatorade Garden City Complex, St. Catharines, Ontario Zuschauer: 3.145 |

| 12. April 2012 19:00 Uhr | Brampton Battalion Patrik Machac (39:35) | 1:3 (0:2, 1:0, 0:1) Spielbericht Stand: 0:4 | Niagara IceDogs Brock Beukeboom (10:11) Andrew Agozzino (15:01) Tom Kühnhackl (45:17) | Powerade Centre, Brampton, Ontario Zuschauer: 2.228 |

##### (2) Ottawa 67’s – (3) Barrie Colts
| 6. April 2012 19:00 Uhr (Ortszeit) | Ottawa 67’s Tyler Toffoli (28:15) Shane Prince (31:16) Shane Prince (34:42) Tyler Graovac (38:03) Remy Giftopoulos (59:40) | 5:1 (0:0, 4:1, 1:0) Spielbericht Stand: 1:0 | Barrie Colts Mark Scheifele (30:10) | Ottawa Civic Centre, Ottawa, Ontario Zuschauer: 6.444 |

| 8. April 2012 14:00 Uhr | Ottawa 67’s Jake Cardwell (45:59) Tyler Toffoli (48:36) | 2:3 n. V. (0:1, 0:1, 2:0, 0:0, 0:1) Spielbericht Stand: 1:1 | Barrie Colts Mark Scheifele (18:41) Iwan Telegin (27:52) Colin Behenna (89:53) | Ottawa Civic Centre, Ottawa, Ontario Zuschauer: 4.488 |

| 10. April 2012 19:30 Uhr | Barrie Colts Daniel Erlich (6:35) Daniel Erlich (16:08) Alex Lepkowski (23:17) Mark Scheifele (52:19) Josh MacDonald (55:00) | 5:2 (2:1, 1:0, 2:1) Spielbericht Stand: 2:1 | Ottawa 67’s Mike Cazzola (2:32) Marc Zanetti (48:13) | Barrie Molson Centre, Barrie, Ontario Zuschauer: 3.222 |

| 12. April 2012 19:30 Uhr | Barrie Colts Derek Hartwick (25:37) Aaron Ekblad (40:20) Colin Behenna (50:00) | 3:2 (0:1, 1:1, 2:0) Spielbericht Stand: 3:1 | Ottawa 67’s Remy Giftopoulos (2:17) Sean Monahan (27:40) | Barrie Molson Centre, Barrie, Ontario Zuschauer: 3.917 |

| 13. April 2012 19:30 Uhr | Ottawa 67’s Cody Ceci (27:47) Tyler Toffoli (39:51) | 2:1 (0:0, 2:1, 0:0) Spielbericht Stand: 2:3 | Barrie Colts Daniel Erlich (37:55) | Ottawa Civic Centre, Ottawa, Ontario Zuschauer: 5.793 |

| 15. April 2012 19:30 Uhr | Barrie Colts Gregg Sutch (38:28) Alex Lepkowski (42:52) | 2:3 (0:2, 1:1, 1:0) Spielbericht Stand: 3:3 | Ottawa 67’s Tyler Toffoli (3:07) Steven Janes (13:21) Tyler Graovac (22:26) | Barrie Molson Centre, Barrie, Ontario Zuschauer: 3.858 |

| 17. April 2012 19:00 Uhr | Ottawa 67’s Dalton Smith (31:41) Steven Janes (52:31) Sean Monahan (59:35) Brett Gustavsen (62:09) | 4:3 n. V. (0:1, 1:0, 2:2, 1:0) Spielbericht Stand: 4:3 | Barrie Colts Gregg Sutch (2:52) Josh MacDonald (48:49) Mark Scheifele (59:51) | Ottawa Civic Centre, Ottawa, Ontario Zuschauer: 6.495 |

#### Western Conference

##### (1) London Knights – (5) Saginaw Spirit
| 6. April 2012 19:00 Uhr (Ortszeit) | London Knights Jarred Tinordi (2:31) Matt Rupert (17:30) Greg McKegg (39:20) Austin Watson (45:34) Austin Watson (59:00) | 5:2 (2:1, 1:0, 2:1) Spielbericht Stand: 1:0 | Saginaw Spirit Eric Locke (4:47) Brad Walch (49:27) | John Labatt Centre, London, Ontario Zuschauer: 9.000 |

| 8. April 2012 19:11 Uhr | Saginaw Spirit Vincent Trocheck (30:48) Garret Ross (39:15) Brandon Archibald (46:09) Brandon Saad (49:37) Brandon Saad (59:16) | 5:2 (0:0, 2:1, 3:1) Spielbericht Stand: 1:1 | London Knights Austin Watson (35:04) Greg McKegg (44:57) | The Dow Event Center, Saginaw, Michigan Zuschauer: 2.630 |

| 9. April 2012 19:00 Uhr | London Knights Matt Rupert (2:50) Jared Knight (29:34) | 2:5 (1:1, 1:2, 0:2) Spielbericht Stand: 1:2 | Saginaw Spirit Carlos Amestoy (9:32) Garret Ross (30:13) Michael Fine (36:13) Michael Fine (47:56) Michael Fine (51:31) | John Labatt Centre, London, Ontario Zuschauer: 7.897 |

| 11. April 2012 19:11 Uhr | Saginaw Spirit Vincent Trocheck (21:18) Vincent Trocheck (33:43) | 2:5 (0:4, 2:0, 0:1) Spielbericht Stand: 2:2 | London Knights Josh Anderson (2:18) Austin Watson (4:09) Wladislaw Namestnikow (6:27) Matt Rupert (19:15) Greg McKegg (58:36) | The Dow Event Center, Saginaw, Michigan Zuschauer: 2.575 |

| 13. April 2012 19:30 Uhr | London Knights Seth Griffith (2:59) Wladislaw Namestnikow (64:58) | 2:1 n. V. (1:0, 0:0, 0:1, 1:0) Spielbericht Stand: 3:2 | Saginaw Spirit Brandon Archibald (43:36) | John Labatt Centre, London, Ontario Zuschauer: 8.475 |

| 14. April 2012 19:11 Uhr | Saginaw Spirit Josh Shalla (23:23) Michael Fine (28:45) Terry Trafford (32:11) | 3:5 (0:2, 3:2, 0:1) Spielbericht Stand: 2:4 | London Knights Tommy Hughes (4:07) Jared Knight (12:06) Austin Watson (26:28) Jarred Tinordi (31:51) Olli Määttä (53:41) | The Dow Event Center, Saginaw, Michigan Zuschauer: 2.932 |

##### (2) Plymouth Whalers – (3) Kitchener Rangers
| 6. April 2012 19:05 Uhr (Ortszeit) | Plymouth Whalers | 0:2 (0:0, 0:1, 0:1) Spielbericht Stand: 0:1 | Kitchener Rangers Tobias Rieder (39:32) Ben Thomson (49:56) | Compuware Arena, Plymouth, Michigan Zuschauer: 3.026 |

| 8. April 2012 19:05 Uhr | Kitchener Rangers | 0:2 (0:0, 0:0, 0:2) Spielbericht Stand: 1:1 | Plymouth Whalers Matthew Mistele (43:24) Andy Bathgate (44:30) | Kitchener Memorial Auditorium Complex, Kitchener, Ontario Zuschauer: 5.486 |

| 10. April 2012 19:05 Uhr | Plymouth Whalers Tom Wilson (41:10) Austin Levi (53:28) Dario Trutmann (54:49) Alex Aleardi (58:01) | 4:3 (0:1, 0:1, 4:1) Spielbericht Stand: 2:1 | Kitchener Rangers Michael Catenacci (10:28) Michael Catenacci (24:13) Michael Catenacci (59:28) | Compuware Arena, Plymouth, Michigan Zuschauer: 1.819 |

| 11. April 2012 19:05 Uhr | Kitchener Rangers Max Iafrate (13:33) Radek Faksa (16:48) Tobias Rieder (21:48) Eric Ming (32:00) Michael Catenacci (58:39) | 5:1 (2:1, 2:0, 1:0) Spielbericht Stand: 2:2 | Plymouth Whalers Rickard Rakell (12:17) | Kitchener Memorial Auditorium Complex, Kitchener, Ontario Zuschauer: 5.386 |

| 14. April 2012 19:05 Uhr | Plymouth Whalers Andy Bathgate (9:47) Tom Wilson (51:49) Tom Wilson (58:28) | 3:0 (1:0, 0:0, 2:0) Spielbericht Stand: 3:2 | Kitchener Rangers | Compuware Arena, Plymouth, Michigan Zuschauer: 3.180 |

| 15. April 2012 19:05 Uhr | Kitchener Rangers Ryan Murphy (5:39) Ben Thomson (21:18) Curtis Meighan (45:00) Cody Sol (59:30) | 4:2 (1:0, 1:2, 2:0) Spielbericht Stand: 3:3 | Plymouth Whalers Alex Aleardi (26:32) Tom Wilson (31:51) | Kitchener Memorial Auditorium Complex, Kitchener, Ontario Zuschauer: 5.876 |

| 17. April 2012 19:05 Uhr | Plymouth Whalers Matthew Mistele (12:09) Mitchell Heard (22:36) Austin Levi (54:13) | 3:6 (1:2, 1:2, 1:2) Spielbericht Stand: 3:4 | Kitchener Rangers Tyler Randell (10:20) Eric Ming (17:15) Tyler Randell (36:59) Tyler Randell (39:08) Tyler Randell (44:23) Tobias Rieder (58:39) | Compuware Arena, Plymouth, Michigan Zuschauer: 2.478 |

### Conference-Finale

#### Eastern Conference

##### (1) Niagara IceDogs – (2) Ottawa 67’s
| 20. April 2012 19:00 Uhr (Ortszeit) | Niagara IceDogs Tom Kühnhackl (47:04) Mitchell Theoret (65:10) | 2:1 n. V. (0:0, 0:0, 1:1, 1:0) Spielbericht Stand: 1:0 | Ottawa 67’s Nicholas Foglia (50:12) | Gatorade Garden City Complex, St. Catharines, Ontario Zuschauer: 3.145 |

| 22. April 2012 14:00 Uhr | Niagara IceDogs Alex Friesen (14:50) Brett Ritchie (22:20) Dougie Hamilton (24:09) David Pacan (59:44) | 4:7 (1:4, 2:2, 1:1) Spielbericht Stand: 1:1 | Ottawa 67’s Nicholas Foglia (7:39) Cody Ceci (10:00) Dalton Smith (12:53) Shane Prince (14:08) Mike Cazzola (25:09) Sean Monahan (31:38) Jake Cardwell (50:29) | Gatorade Garden City Complex, St. Catharines, Ontario Zuschauer: 3.145 |

| 23. April 2012 19:00 Uhr | Ottawa 67’s Tyler Graovac (18:02) Dalton Smith (24:16) | 2:5 (1:0, 1:2, 0:3) Spielbericht Stand: 1:2 | Niagara IceDogs Mitchell Theoret (20:20) Dougie Hamilton (33:24) Mitchell Theoret (40:13) Andrew Agozzino (41:39) Mark Visentin (59:22) | Ottawa Civic Centre, Ottawa, Ontario Zuschauer: 4.394 |

| 25. April 2012 19:00 Uhr | Ottawa 67’s Dalton Smith (10:08) Tyler Toffoli (44:03) | 2:5 (1:0, 0:1, 1:4) Spielbericht Stand: 1:3 | Niagara IceDogs Andrew Agozzino (37:42) Andrew Agozzino (46:49) David Pacan (47:41) David Pacan (53:21) Freddie Hamilton (59:54) | Ottawa Civic Centre, Ottawa, Ontario Zuschauer: 5.805 |

| 27. April 2012 19:00 Uhr | Niagara IceDogs Ryan Strome (2:02) Freddie Hamilton (15:49) Alex Friesen (33:34) | 3:2 (2:1, 1:0, 0:1) Spielbericht Stand: 4:1 | Ottawa 67’s Sean Monahan (3:04) Jake Cardwell (50:14) | Gatorade Garden City Complex, St. Catharines, Ontario Zuschauer: 3.145 |

#### Western Conference

##### (1) London Knights – (3) Kitchener Rangers
| 19. April 2012 19:00 Uhr (Ortszeit) | London Knights Max Domi (34:58) Max Domi (54:45) Tyler Ferry (61:51) | 3:2 n. V. (0:1, 1:1, 1:0, 1:0) Spielbericht Stand: 1:0 | Kitchener Rangers Tobias Rieder (13:52) Ben Thomson (36:53) | John Labatt Centre, London, Ontario Zuschauer: 8.172 |

| 22. April 2012 19:00 Uhr | Kitchener Rangers Ryan Murphy (19:59) Tobias Rieder (28:47) Tobias Rieder (29:26) Michael Catenacci (34:37) | 4:6 (1:1, 3:1, 0:4) Spielbericht Stand: 0:2 | London Knights Olli Määttä (4:16) Austin Watson (25:22) Josh Anderson (47:03) Seth Griffith (55:55) Scott Harrington (59:10) Austin Watson (59:47) | Kitchener Memorial Auditorium Complex, Kitchener, Ontario Zuschauer: 6.184 |

| 24. April 2012 19:00 Uhr | London Knights Jared Knight (1:19) Tyler Ferry (11:17) Olli Määttä (26:36) Olli Määttä (26:58) Ryan Rupert (59:25) | 5:2 (2:1, 2:1, 1:0) Spielbericht Stand: 3:0 | Kitchener Rangers Tyler Randell (11:50) Eric Ming (33:33) | John Labatt Centre, London, Ontario Zuschauer: 8.927 |

| 25. April 2012 19:00 Uhr | Kitchener Rangers Ben Thomson (45:51) Cody Sol (54:18) | 2:4 (0:1, 0:2, 2:1) Spielbericht Stand: 0:4 | London Knights Olli Määttä (17:20) Ryan Rupert (22:27) Seth Griffith (35:18) Seth Griffith (58:45) | Kitchener Memorial Auditorium Complex, Kitchener, Ontario Zuschauer: 6.004 |

### J.-Ross-Robertson-Cup-Finale

#### (1) London Knights – (1) Niagara IceDogs
| 3. Mai 2012 19:00 Uhr (Ortszeit) | London Knights Max Domi (17:15) Seth Griffith (43:00) | 2:3 n. V. (1:1, 0:1, 1:0, 0:0, 0:1) Spielbericht Stand: 0:1 | Niagara IceDogs Mitchell Theoret (4:01) Andrew Agozzino (38:23) Dougie Hamilton (89:03) | John Labatt Centre, London, Ontario Zuschauer: 8.964 |

| 5. Mai 2012 19:00 Uhr | Niagara IceDogs Andrew Agozzino (5:14) Andrew Agozzino (16:09) Andrew Agozzino (36:26) | 3:5 (2:1, 1:3, 0:1) Spielbericht Stand: 1:1 | London Knights Jarred Tinordi (17:59) Ryan Rupert (21:46) Ryan Rupert (24:28) Olli Määttä (33:31) Ryan Rupert (59:52) | Gatorade Garden City Complex, St. Catharines, Ontario Zuschauer: 3.145 |

| 7. Mai 2012 19:00 Uhr | London Knights Max Domi (28:05) Austin Watson (38:28) Chris Tierney (56:32) | 3:2 (0:0, 2:2, 1:0) Spielbericht Stand: 2:1 | Niagara IceDogs Brett Ritchie (27:47) Freddie Hamilton (36:40) | John Labatt Centre, London, Ontario Zuschauer: 9.046 |

| 9. Mai 2012 19:00 Uhr | Niagara IceDogs Miles Doan (46:23) | 1:4 (0:1, 0:2, 1:1) Spielbericht Stand: 1:3 | London Knights Ryan Rupert (3:31) Wladislaw Namestnikow (27:47) Chris Tierney (33:56) Matt Rupert (47:19) | Gatorade Garden City Complex, St. Catharines, Ontario Zuschauer: 3.145 |

| 11. Mai 2012 19:00 Uhr | London Knights Austin Watson (32:34) Seth Griffith (41:48) | 2:1 (0:0, 1:0, 1:1) Spielbericht Stand: 4:1 | Niagara IceDogs Tom Kühnhackl (47:53) | John Labatt Centre, London, Ontario Zuschauer: 9.046 |

### J.-Ross-Robertson-Cup-Sieger
| J.-Ross-Robertson-Cup-Sieger London Knights | Torhüter: Michael Houser, Jake Patterson, Tyson Teichmann Verteidiger: Brett Cook, Tyler Ferry, Kyle Flemington, Scott Harrington, Tommy Hughes, Olli Määttä, Kevin Raine, Jarred Tinordi Angreifer: Josh Anderson, Andreas Athanasiou, Max Domi, Seth Griffith, Bo Horvat, Jared Knight, Colin Martin, Greg McKegg, Wladislaw Namestnikow, Matt Rupert, Ryan Rupert, Chris Tierney, Brett Welychka, Austin Watson Cheftrainer und General Manager: Mark Hunter |

### Beste Scorer
Abkürzungen: GP = Spiele, G = Tore, A = Assists, Pts = Punkte, PIM = Strafminuten; Fett: Saisonbestwert
| Spieler           | Team      | GP | G  | A  | Pts | PIM |
| ----------------- | --------- | -- | -- | -- | --- | --- |
| Tobias Rieder     | Kitchener | 16 | 13 | 14 | 27  | 4   |
| Michael Catenacci | Kitchener | 16 | 7  | 19 | 26  | 26  |
| Freddie Hamilton  | Niagara   | 20 | 7  | 17 | 24  | 9   |
| Seth Griffith     | London    | 19 | 10 | 13 | 23  | 12  |
| Ryan Strome       | Niagara   | 20 | 7  | 16 | 23  | 31  |
| Olli Määttä       | London    | 19 | 6  | 17 | 23  | 2   |
| Dougie Hamilton   | Niagara   | 20 | 5  | 18 | 23  | 16  |
| Alex Friesen      | Niagara   | 20 | 8  | 14 | 22  | 18  |
| Ryan Murphy       | Kitchener | 16 | 2  | 20 | 22  | 12  |
| David Pacan       | Niagara   | 20 | 8  | 12 | 20  | 14  |

### Beste Torhüter
Abkürzungen: GP = Spiele, TOI = Eiszeit (in Minuten), W = Siege, L = Niederlagen, OTL = Overtime/Shootout-Niederlagen, GA = Gegentore, SO = Shutouts, Sv% = gehaltene Schüsse (in %), GAA = Gegentorschnitt
| Spieler              | Team        | GP | TOI | W | L | GA | SO | Sv%  | GAA  |
| -------------------- | ----------- | -- | --- | - | - | -- | -- | ---- | ---- |
| John Gibson          | Kitchener   | 16 | 898 | 8 | 6 | 40 | 1  | 93,8 | 2,67 |
| Mathias Niederberger | Barrie      | 13 | 794 | 7 | 5 | 31 | 1  | 93,3 | 2,34 |
| Brandon Maxwell      | Mississauga | 6  | 378 | 2 | 3 | 13 | 1  | 93,3 | 2,06 |

## Auszeichnungen

### All-Star-Teams
| First All-Star-Team |                                                  |
| Angriff:            | Brandon Saad – Michael Sgarbossa – Tyler Toffoli |
| Verteidigung:       | Dougie Hamilton – Scott Harrington               |
| Tor:                | Michael Houser                                   |
| Trainer:            | Greg Gilbert                                     |

| Second All-Star-Team |                                               |
| Angriff:             | Tanner Pearson – Sean Monahan – Seth Griffith |
| Verteidigung:        | Cody Ceci – Ryan Murphy                       |
| Tor:                 | Mark Visentin                                 |
| Trainer:             | Steve Spott                                   |

| Third All-Star-Team |                                               |
| Angriff:            | Andrew Agozzino – Alex Friesen – Nail Jakupow |
| Verteidigung:       | Beau Schmitz – Ryan Sproul                    |
| Tor:                | John Gibson                                   |
| Trainer:            | Stan Butler                                   |

### All-Rookie-Teams
| First All-Rookie-Team |                                           |
| Angriff:              | Nick Ritchie – Radek Faksa – Connor Brown |
| Verteidigung:         | Aaron Ekblad – Olli Määttä                |
| Tor:                  | Daniel Altshuller                         |

| Second All-Rookie-Team |                                            |
| Angriff:               | Jason Dickinson – Max Domi – Stephen Nosad |
| Verteidigung:          | Trevor Carrick – Darnell Nurse             |
| Tor:                   | Spencer Martin                             |

### Vergebene Trophäen
| Auszeichnung                   | Auszeichnung                        | Team               |
| ------------------------------ | ----------------------------------- | ------------------ |
| J. Ross Robertson Cup          | J. Ross Robertson Cup               | London Knights     |
| Hamilton Spectator Trophy      | Hamilton Spectator Trophy           | London Knights     |
| Bobby Orr Trophy               | Bobby Orr Trophy                    | Niagara IceDogs    |
| Wayne Gretzky Trophy           | Wayne Gretzky Trophy                | London Knights     |
| Emms Trophy                    | Emms Trophy                         | Niagara IceDogs    |
| Leyden Trophy                  | Leyden Trophy                       | Ottawa 67’s        |
| Holody Trophy                  | Holody Trophy                       | London Knights     |
| Bumbacco Trophy                | Bumbacco Trophy                     | Plymouth Whalers   |
| Auszeichnung                   | Spieler                             | Team               |
| Red Tilson Trophy              | Michael Houser                      | London Knights     |
| Eddie Powers Memorial Trophy   | Michael Sgarbossa                   | Sudbury Wolves     |
| Matt Leyden Trophy             | Greg Gilbert                        | Saginaw Spirit     |
| Jim Mahon Memorial Trophy      | Tyler Toffoli                       | Ottawa 67’s        |
| Max Kaminsky Trophy            | Dougie Hamilton                     | Niagara IceDogs    |
| OHL Goaltender of the Year     | Michael Houser                      | London Knights     |
| Jack Ferguson Award            | Connor McDavid                      | Erie Otters        |
| Dave Pinkney Trophy            | Mark Visentin Christopher Festarini | Niagara IceDogs    |
| OHL Executive of the Year      | Steve Bienkowski                    | Kitchener Rangers  |
| Emms Family Award              | Aaron Ekblad                        | Barrie Colts       |
| F. W. „Dinty“ Moore Trophy     | Daniel Altshuller                   | Oshawa Generals    |
| Dan Snyder Memorial Trophy     | Andrew D’Agostini                   | Peterborough Petes |
| William Hanley Trophy          | Brandon Saad                        | Saginaw Spirit     |
| Leo Lalonde Memorial Trophy    | Andrew Agozzino                     | Niagara IceDogs    |
| Bobby Smith Trophy             | Adam Pelech                         | Erie Otters        |
| Roger Neilson Memorial Award   | Kyle Pereira                        | Guelph Storm       |
| Ivan Tennant Memorial Award    | Adam Pelech                         | Erie Otters        |
| Mickey Renaud Captain’s Trophy | Andrew Agozzino                     | Niagara IceDogs    |
| Wayne Gretzky 99 Award         | Austin Watson                       | London Knights     |